# Hister pauli
Hister pauli är en skalbaggsart som beskrevs av Desbordes 1916. Hister pauli ingår i släktet Hister och familjen stumpbaggar. Inga underarter finns listade i Catalogue of Life.